# Salt and Light Catholic Media Foundation

Logo Salt + Light TV, 2013–2020

Salt and Light Catholic Media Foundation ist eine nicht gewinnorientierte Organisation mit Sitz in Toronto (Ontario, Kanada). Sie betreibt den mehrsprachigen Fernsehkanal Salt + Light Television, der sich an ein katholisches Publikum richtet und Übertragungen von Gottesdiensten, Dokumentarsendungen, Veranstaltungen und Talkshows ausstrahlt. Die Sendungen sind vorwiegend auf Englisch, daneben aber auch auf Französisch (unter der Marke Sel + Lumière Média), Italienisch und Chinesisch.

## Geschichte
Im November 2001 erhielt Paolo Canciani die Genehmigung der Kanadischen Rundfunk-, Fernseh- und Telekommunikations-Kommission (Canadian Radio-television and Telecommunications Commission, CRTC), das Fernsehunternehmen Inner Peace Television Network ins Leben zu rufen. Der Fernsehkanal konzipierte seine Programme vom Standpunkt des katholischen Glaubens aus. Darüber hinaus waren in begrenztem Maße Sendungen mit sozialen und humanitären Themen vorgesehen. Ab Juli 2003 kam das Programm unter dem Namen Salt + Light Television heraus unter der Trägerschaft von Salt and Light Catholic Media Foundation, in deren Vorstand zwei Mitglieder der Familie von Gaetano Gagliano saßen, gleichzeitig Besitzer der Zeitschriftenverlags St. Joseph Communications/St. Joseph Printing Limited. Anfänglich wurde auf Englisch, Französisch, Italienisch, Spanisch und Portugiesisch gesendet. Zusätzlich erscheint eine Zeitschrift Salt + Light.
Der Name des Kanals kommt von den Versen der Bergpredigt Ihr seid das Salz der Erde und Ihr seid das Licht der Welt (Mt 5,13–14 ), die auch das Motto des Weltjugendtages 2002 waren.
Der Nationale Direktor des Weltjugendtages 2002, Fr. Thomas Rosica, war bis zu seinem Rücktritt 2019 Generaldirektor von Salt + Light. Der Jesuitenpater Alan J. Fogarty folgte ihm ab 2020 und diente 2023. Im November 2023 wurde Alexander Du Generaldirektor.

## GCatholic.org
Der Kanadier Gabriel Chow aus Toronto, Journalist von Salt+Light Television, ist verantwortlich für das Projekt GCatholic.org, eine private Online-Datenbank zu den Bischöfen und Diözesen der Römisch-katholischen Kirche (Lateinische Kirche und katholische Ostkirchen). Diese Internetpräsenz ist ein privates Projekt und wird nicht von offiziellen kirchlichen Stellen unterstützt.